# Rogelio Antonio
Rogelio Antonio, noto anche come Rogelio Antonio Jr. (19 febbraio 1962), è uno scacchista filippino.
Ha ottenuto il titolo di Maestro Internazionale nel 1989 e di Grande Maestro nel 1993.

## Principali risultati
Ha vinto il campionato delle Filippine (Battle of Grandmasters) nel 1990 e 2016.
Con la nazionale delle Filippine ha partecipato a 10 olimpiadi degli scacchi dal 1988 al 2006 (otto volte in 2ª scacchiera), ottenendo complessivamente il 63,2% dei punti.
Nel 1995 ha vinto la medaglia d'oro di squadra e individuale in prima scacchiera nel campionato asiatico a squadre di Singapore.
Nel dicembre 1998 vinse, alla pari con Utut Adianto, il torneo zonale di Yangon, qualificandosi per il campionato del mondo FIDE del 1999 a Las Vegas, dove ha superato nel primo turno il russo Aleksandr Kozak, ma nel secondo turno è stato eliminato da Vladimir Akopian.
Nella Coppa del Mondo del 2009 venne eliminato nel primo turno da Gata Kamsky.
Nel 2017 è stato secondo, dietro a Julio Granda Zuniga, nel campionato del mondo seniores (più di 50 anni) di Acqui Terme.
Ha ottenuto il suo massimo rating FIDE in gennaio 2011, con 2509 punti Elo.